# Ascaltis vitraea
Ascaltis vitraea är en svampdjursart som först beskrevs av R.W. Harold Row och Hozawa 1931.  Ascaltis vitraea ingår i släktet Ascaltis och familjen Leucascidae. Inga underarter finns listade i Catalogue of Life.